# 國立新美術館
35°39′54″N 139°43′35″E / 35.66500°N 139.72639°E
國立新美術館（日语：／ Kokuritsu Shinbijutsukan */?，The National Art Center, Tokyo）是一間位於日本東京都港區的美術館，在2007年1月21日開館，是自國立國際美術館（1977年開館）以來日本的第五間國立美術館。該館由日本文化廳國立新美術館設立準備室和行政法人國立美術館主導興建，地點位於東京大學生產研究所的舊址。國立新美術館的樓地板面積是全日本最大，約是第二大的大塚國際美術館的1.5倍。
國立新美術館的概念是「森林中的美術館」，設立的目的主要為舉辦展覽會、展示收藏作品和普及美術教育的功能。館內設有博物館商店、餐廳、咖啡廳等設施，期望能成為容易親近的美術館。

## 历史

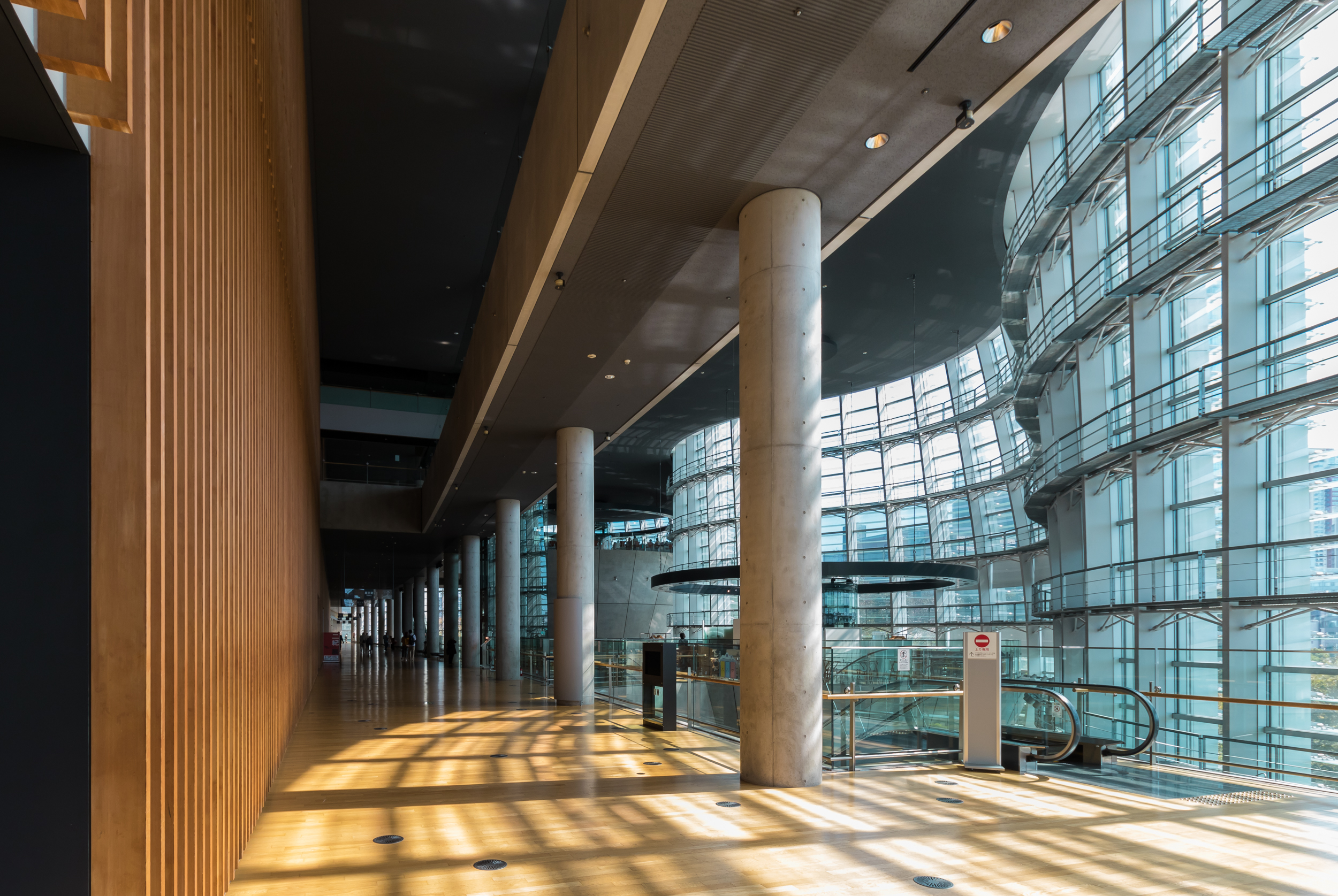
國立新美術館大堂

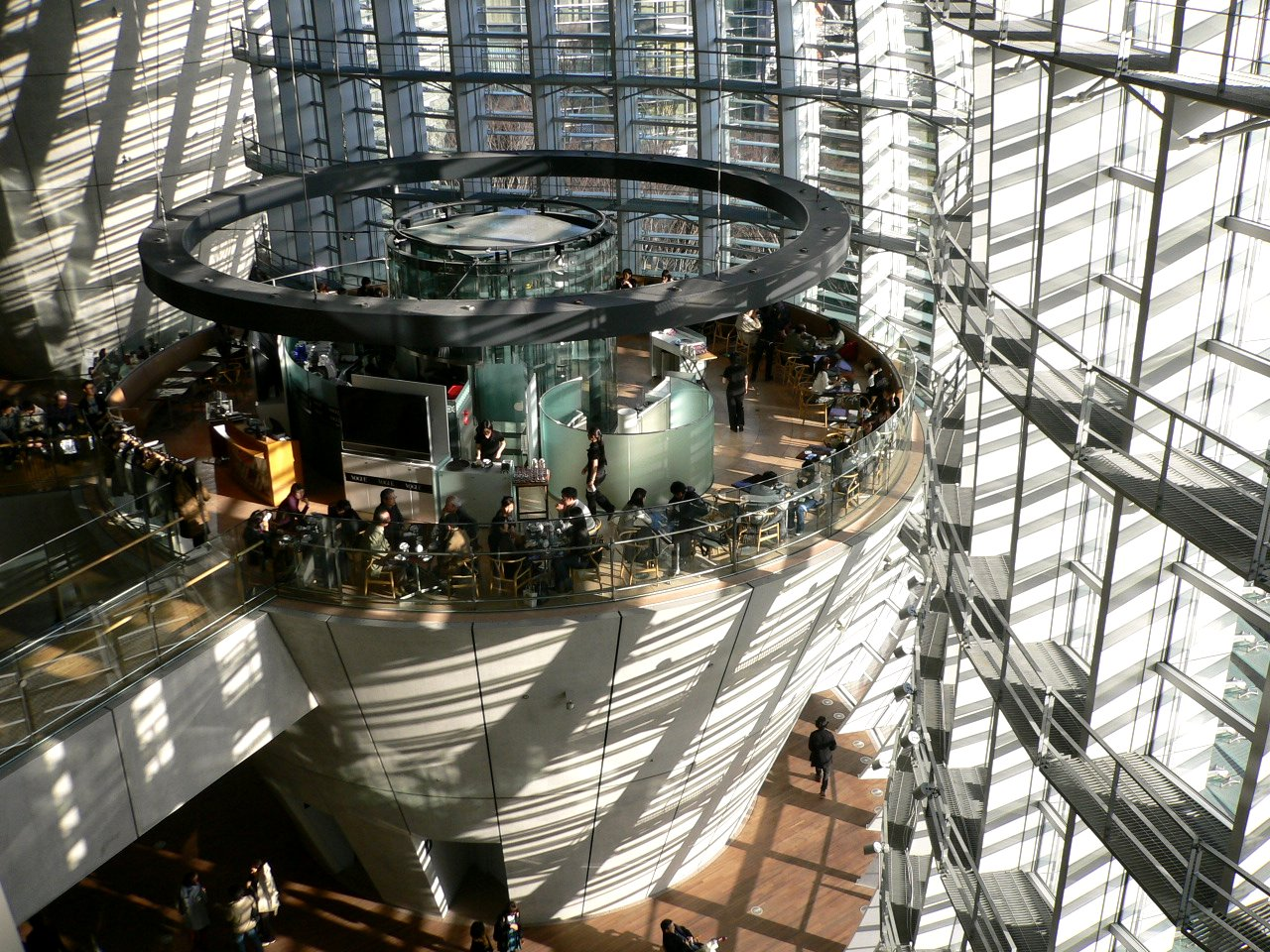
國立新美術館餐厅Brasserie Paul Bocuse Le Musée

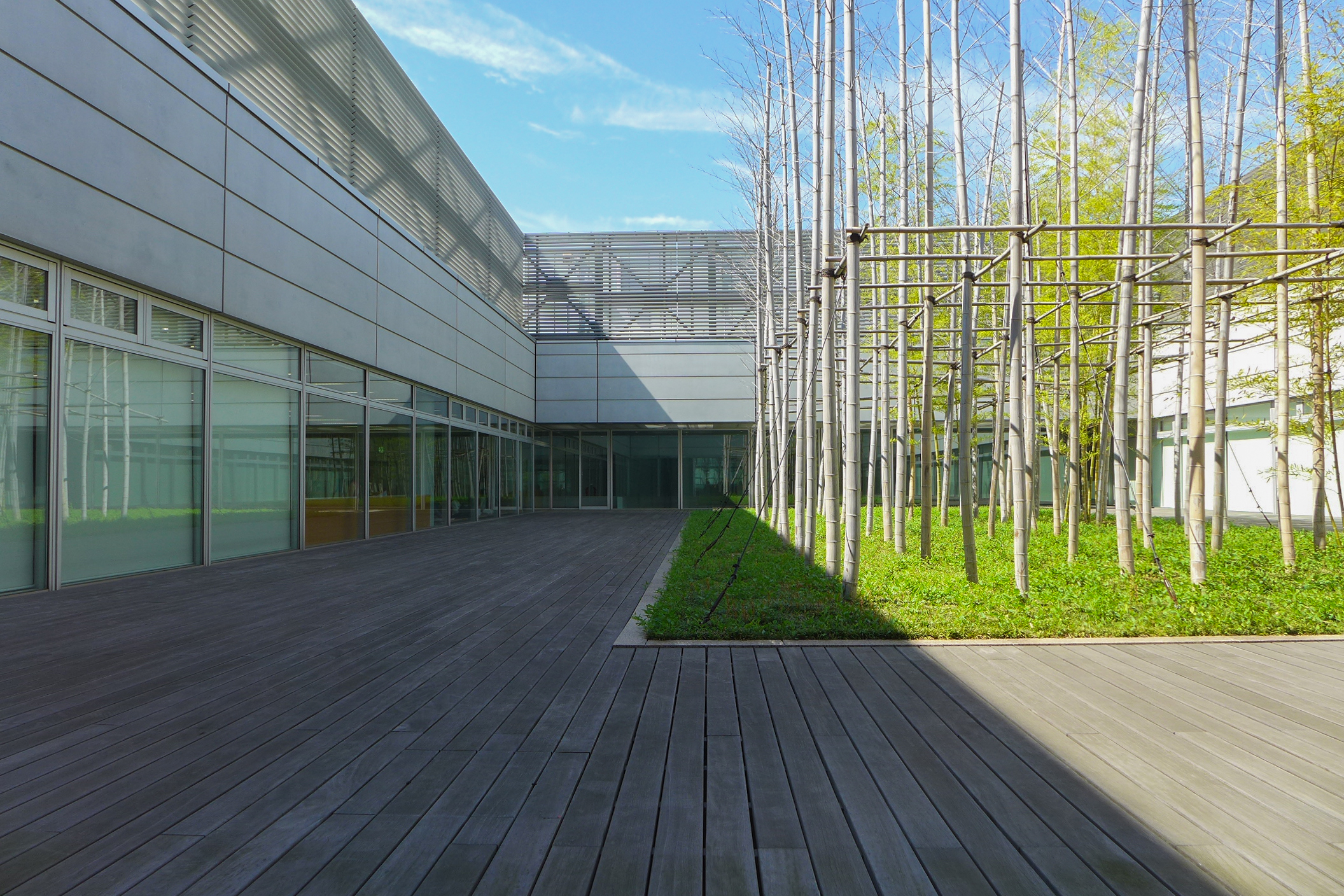
國立新美術館內的庭院

在1996年時由日本行政法人國立美術館開始立案規劃，文化廳並成立設立準備室（類似籌備處的機構）。於2002年開工，由黑川紀章負責建築設計。2003年6月正式決定名稱為「國立新美術館」。接著在2006年6月14日完工，於2007年1月24日正式開館。

### 由公募團體主導的構想
美術館當初的構想是取代東京都美術館，成為舉辦「公募展」（由民間藝術協會或團體主辦的展覽會，展出作品為公開募集而來）和日本美術展覽會的地點。由於東京都美術館的面積狹小、設施過於老舊，對於新展覽空間的需求漸漸提高，因此有了建立美術館設施的構想。
在同一時間，全國的許多美術團體提出了希望能有「全國性的」展示空間，而非只是東京都主導的展覽館，因此在藝術家、公募團體、文化廳和政黨、國會議員的努力下，在1995年開始以各公募團體的代表作家、藝術評論家為中心，進行了國立的新美術展示場的意見調查。場所決定設立在東京都六本木的東京大學生産技術研究所位置（研究所搬遷至駒場校區），建設經費預算為380億日元。當初的名稱暫定為「National Gallery」（ナショナル・ギャラリー，國家藝廊），以成為日本的藝術文化教育中心、國際的藝術情報發信據點為目標。活動內容為同時舉行的多個公募展、租借場地給新聞媒體公司舉辦大規模的企劃展、保存美術品收藏並設置管理者（curator，学芸員）。

## 建築概要

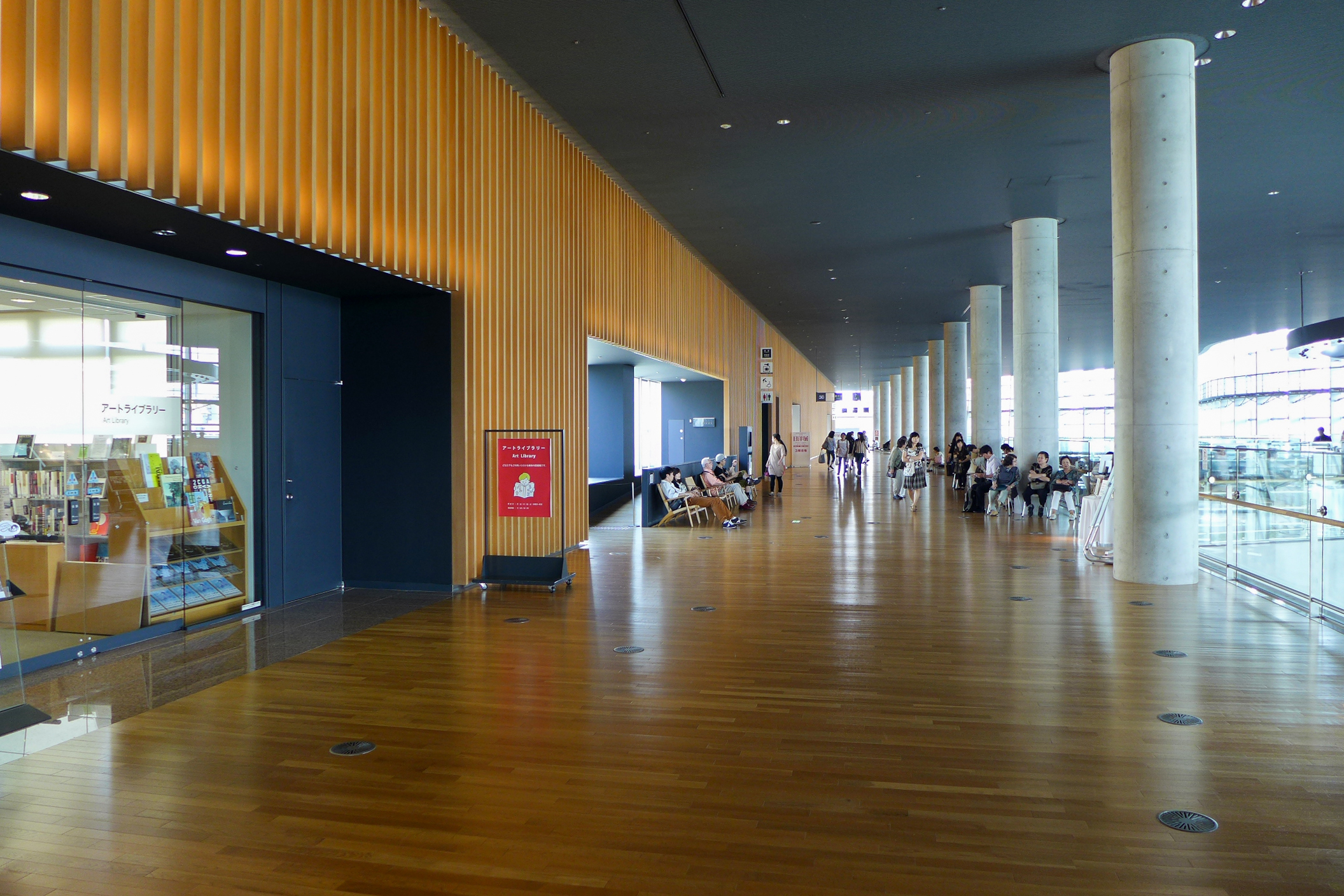
美術館通道

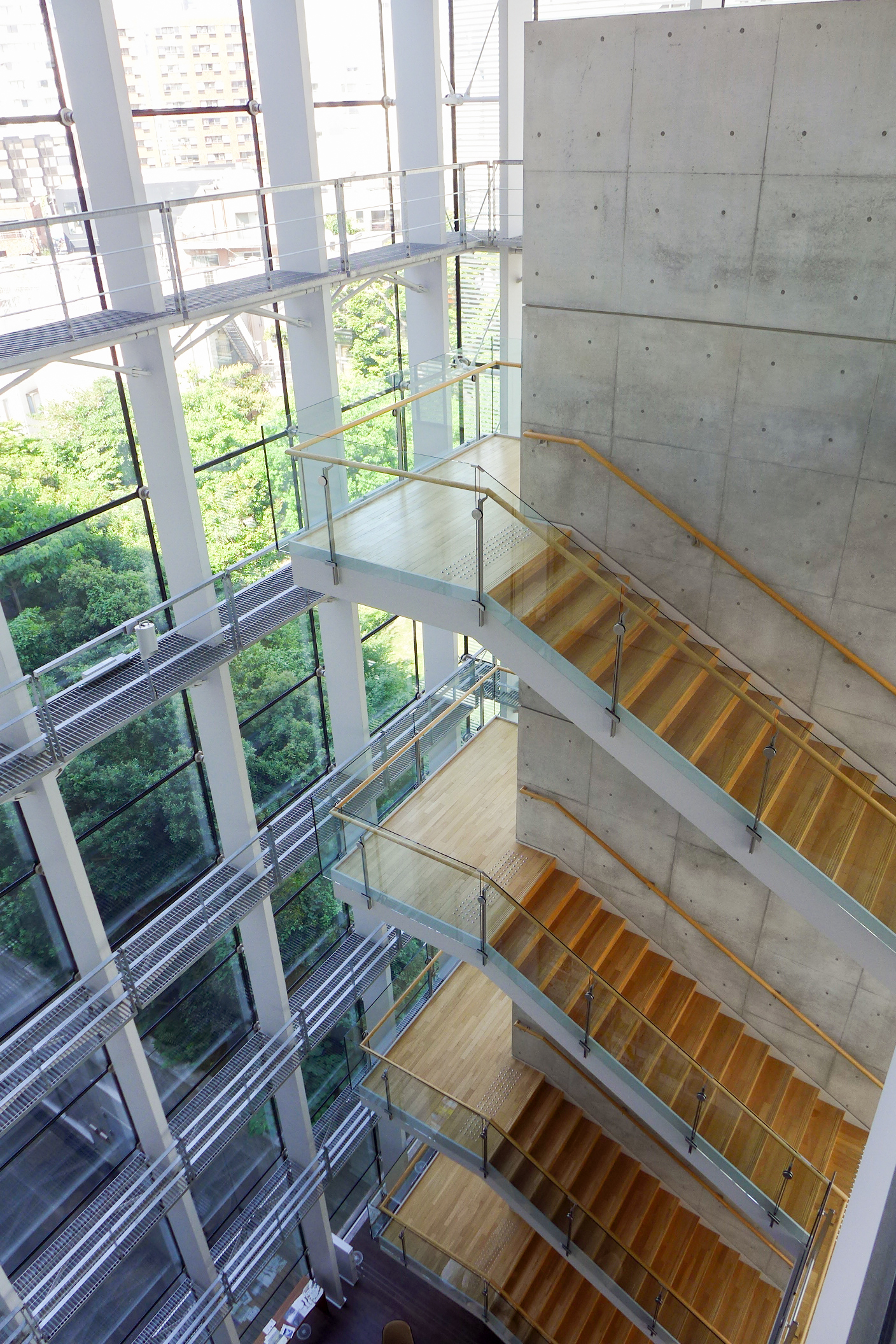
國立新美術館的樓梯

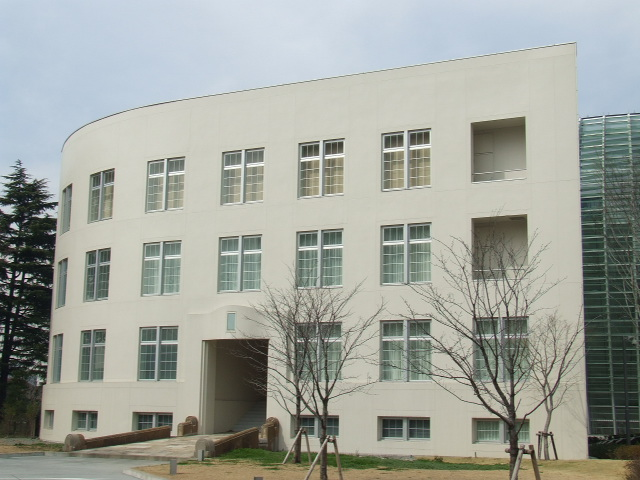
現為國立新美術館別館的舊步兵第三連隊兵舍。

位於東京六本木的國立新美術館，其建築是由黑川紀章設計，佔地30,000平方公尺，樓地板面積為47,960平方公尺，為日本目前樓地板面積最大的美術館。
美術館是外觀全部使用玻璃的建築形式，並有栽種許多植物的庭園包圍整棟建築。在美術館內，為了能同時進行多個公募展所需要的作品搬入、開箱、審查等作業，因此備有許多的卡車卸貨平台、停車場、審查會場和審查員休息室等設施。
位於前庭的歷史建築，是保存了二二六兵变時的舊步兵第三連隊兵舍的一部份。這棟建築在二戰後曾作為東京大學的生産技術研究所使用。在研究所搬遷至駒場校區後，原本預定要進行拆除。但在希望能保留歷史建物的要求意見下，保存了一部份的建築。
美術館的標誌是由許多紅色線條組成的漢字「新」，由藝術指導佐藤可士和設計。

## 交通和周邊設施
國立新美術館周邊的主要大眾運輸車站包括：
- 東京地下鐵千代田線的乃木坂站
- 東京地下鐵日比谷線的六本木站
- 首都高速4號新宿線的外苑交流道
- 首都高速都心環狀線的飯倉交流道

在附近有六本木新城的森美術館、泉花园大厦的泉屋博古館分館，以及東京中城內的三得利美術館等多間美術館設施。

## 外部連結
- （日語）国立新美術館（页面存档备份，存于）
- 國立新美術館的Instagram帳戶
- 國立新美術館的Twitter帳戶 （页面存档备份，存于）
- 國立新美術館的Facebook專頁
- 國立新美術館的YouTube頻道 （页面存档备份，存于）